# 黄庄乡 (嵩县)
黄庄乡，是中华人民共和国河南省洛陽市嵩县下辖的一个乡镇级行政单位。

## 行政区划
黄庄乡下辖以下地区：
黄庄村、三合村、吕屯村、红崖村、龙石村、枣元村、养育村、辽座村、星石村、柳林村、沙沟村、道回村、河东村、王村、石楼村、古垛村、付沟村、枣庄村、蛮子营村、天息村、楼子沟村、板蚕村、红堂村、油坊村、甲庄村和庄科村。